# Gare de Bardwell
Pour les articles homonymes, voir Bardwell.
La gare de Bardwell était une gare historique de la ville de Bardwell, à l'extrême ouest de l'État américain du Kentucky. Construite à la fin du XIXe siècle le long de la ligne principale du chemin de fer, elle était le centre de vie des résidents locaux et servait de site d'entretien important pour le chemin de fer. En tant que structure fonctionnelle simple, le dépôt s'est qualifié pour la désignation de site historique en 1976, mais il n'existe plus.

## Histoire structurelle

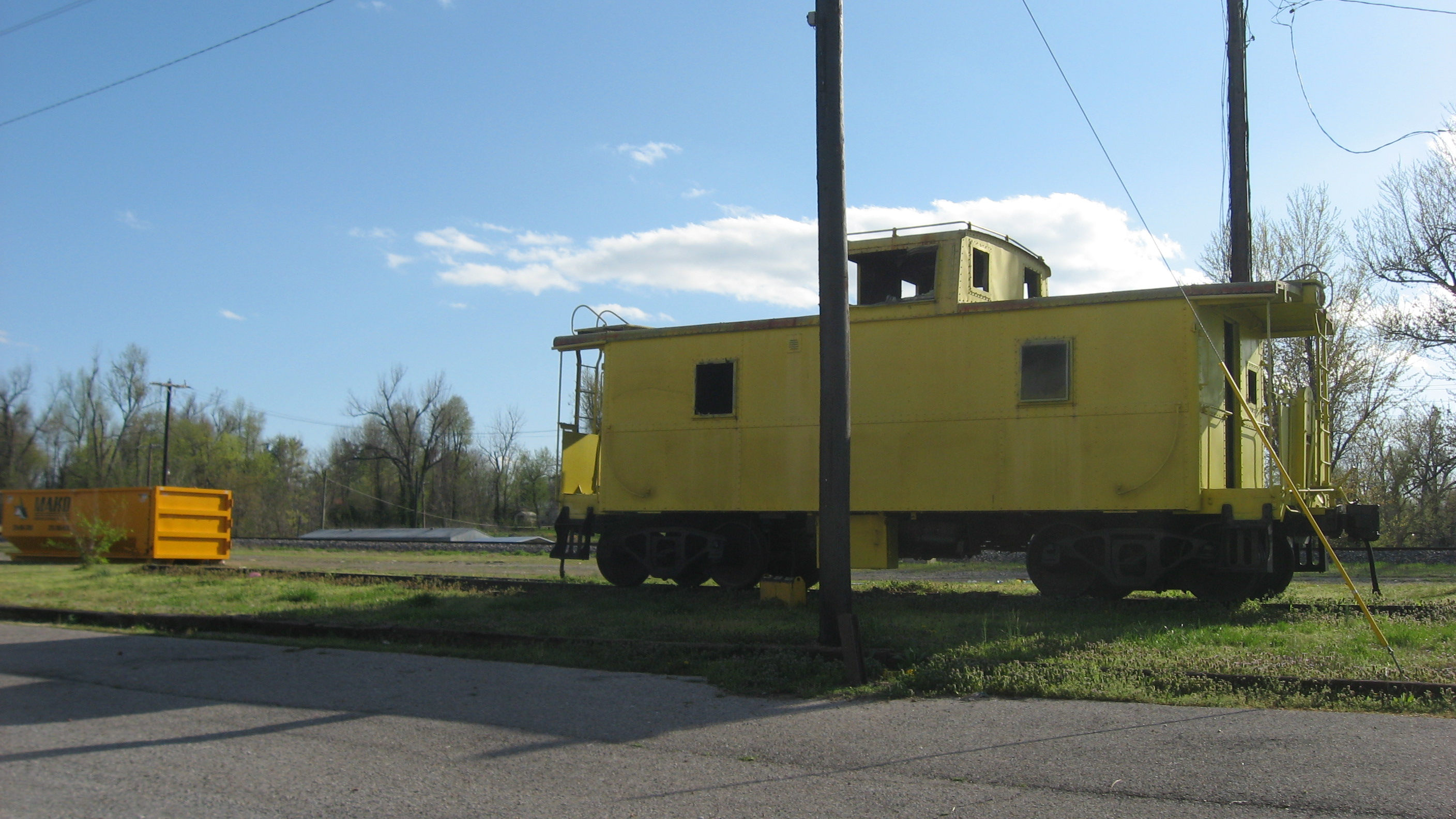
Un caboose sur le site du dépôt, vu en 2013

Lorsque l'Illinois Central Railroad atteignit Bardwell dans les années 1870, sa première «gare» était un wagon de camp placé temporairement le long des voies. Une structure debout a été bientôt construite au milieu de la décennie:2. Au cours de son existence, le premier bâtiment permanent était le centre de la communauté; lorsque l' Assemblée générale a incorporé Bardwell en tant que ville à la fin des années 1870, ses limites ont été définies comme étant un cercle d'un rayon de 0,8 km (0,5 milles)  centré sur le dépôt:3. Cette première gare permanente est restée jusqu'en 1890, lorsqu'une équipe de charpentiers employés par le chemin de fer a érigé un bâtiment de remplacement. Comme son prédécesseur, la deuxième gare permanente se trouvait au cœur de la ville; Bardwell a ses rues parallèles à la voie ferrée, et l'emplacement du dépôt le place au cœur du petit quartier commercial:2. À cette époque, la gare était un emplacement clé pour le chemin de fer ainsi que pour la communauté; dès 1885, Bardwell était considérée comme l'une des principales gares de l'Illinois Central de la région et était devenue le centre d'un commerce très étendu de céréales et de bétail. Des services tels qu'un arrêt d'eau ont été placés à Bardwell, car il se trouvait sur la ligne principale entre Chicago et la Nouvelle-Orléans:3. Le grand pont de la rivière Ohio du chemin de fer au Caire est à une courte distance au nord:6. Les habitants se souviennent depuis longtemps que Alben W. Barkley, originaire de Jackson Purchase, commençait généralement ses voyages en train vers Washington, DC alors qu'il était vice-président des États-Unis:3.
Les relations entre le chemins de fer et les résidents dépassaient une simple relation commerciale: l'Illinois Central exploitait une division de vente de semences pour servir les agriculteurs le long de ses lignes, et la gare de Bardwell accueillait plusieurs trains que le chemin de fer utilisait pour montrer les derniers produits agricoles. La gare a continué à servir à la fois de salle d'exposition de semences et de plaque tournante du transport jusqu'au XXe siècle:3, mais dans les années 1970, le chemin de fer avait cessé d'utiliser le dépôt:6.

## Architecture
Le deuxième dépôt de l'Illinois Central à Bardwell était typique des gares ferroviaires des petites villes construites à la fin du XIXe siècle. Construit sans décorations inutiles et construit dans un plan rectangulaire simple, il comportait de grandes portes et fenêtres, :2 un toit en croupe avec de larges avant-toits et des supports simples, un quai de chargement avec des rampes pour les portes de fret. Les exceptions au rectangle simple étaient peu nombreuses: elles comprenaient une tour de signalisation, qui a été placée après la construction originale:5, et une baie vitrée originale qui a été placée afin de faciliter une meilleure vue des trains pour les employés des chemins de fer à l'intérieur du dépôt . Ses murs étaient en bardeaux placés de manière inhabituelle: des planches horizontales étaient placées à mi-chemin entre le sol et le toit de tous les côtés du bâtiment, mais le reste était recouvert de planches verticales:2. Une partie de l'espace intérieur du bâtiment était consacrée aux zones de stockage des véhicules d'entretien du chemins de fer:5.

## Préservation

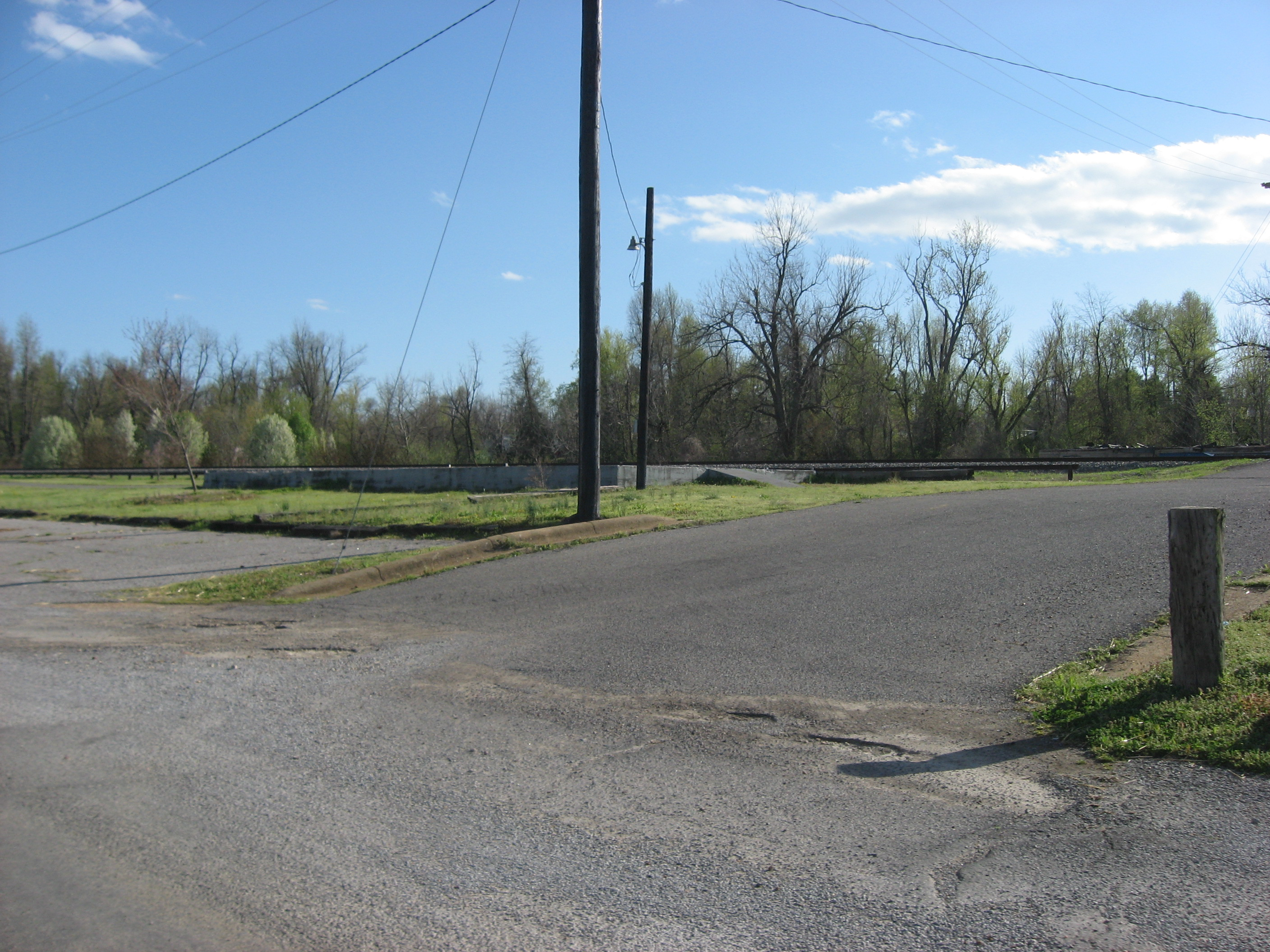
Site de la gare en 2013

Après que le chemin de fer a cessé d'utiliser le dépôt, les résidents locaux ont proposé sa conversion en bibliothèque et en musée dans les années 1970:6 en partie parce que toutes les autres gares historiques de l'Illinois Central entre Le Caire et Fulton, Kentucky avaient été démolies en 1976:3. Cette année-là, le dépôt a reçu une reconnaissance bien au-delà de l'ouest du Kentucky: le 16 juin, le National Park Service a annoncé que le dépôt avait été inscrit au registre national des lieux historiques comme la gare de l'Illinois Central et dépôt de fret, les deux en raison de son place dans l'histoire locale et comme un exemple significatif d'architecture vernaculaire. Malgré son importance historique, le dépôt n'existe plus; son site est maintenant un terrain vide le long de la voie ferrée. Le dépôt reste inscrit au registre national malgré sa destruction; c'est l'un des cinq emplacements du comté de Carlisle sur le registre, avec la maison Neville-Patterson-Lamkin près d'Arlington, la maison George W. Stone près de Milburn et les sites Marshall et Turk, une paire de sites archéologiques de la culture mississippienne située près de Bardwell. 